# Tapio Korjus
Seppo Tapio Aleksanteri Korjus (Vehkalahti, 10 febbraio 1961) è un ex giavellottista finlandese.
Nel 1988 a Seul si è laureato campione olimpico della specialità.

## Palmarès
| Anno | Manifestazione | Sede | Evento                 | Risultato | Misura  | Note |
| ---- | -------------- | ---- | ---------------------- | --------- | ------- | ---- |
| 1988 | Olimpiadi      | Seul | Lancio del giavellotto | Oro       | 84,28 m |      |